# Boliviabuskkrypare
Boliviabuskkrypare (Tarphonomus harterti) är en fågel i familjen ugnfåglar inom ordningen tättingar.

## Utbredning och systematik
Arten förekommer i Anderna i södra Bolivia (Cochabamba, västra Santa Cruz och Chuquisaca).

## Status
IUCN kategoriserar arten som livskraftig.

## Namn
Fågelns vetenskapliga namn är en hyllning till den tyska samlaren och ornitologen Ernst Hartert (1859-1933).